# Louis Guislain
Pour les articles homonymes, voir Guislain.
Louis Guislain, né le 18 novembre 1855 à Nomain (Nord) et mort le 31 mars 1929  dans la même commune, est un homme politique français.

## Biographie
Cultivateur sucrier, maire de Nomain de 1900 à 1920, il est député de la 2e circonscription de Douai de 1906 à 1919, siégeant sur les bancs radicaux.

## Sources
- « Louis Guislain », dans le Dictionnaire des parlementaires français (1889-1940), sous la direction de Jean Jolly, PUF, 1960 [détail de l’édition]